# Museo del Obispado
El Museo Regional del Obispado, antes conocido como Palacio de Nuestra Señora de Guadalupe, es un recinto cultural que se dedica a difundir y resguardar el patrimonio artístico, histórico y cultural de la región del estado de Nuevo León. La construcción del inmueble inició 5 de julio de 1790, originalmente como casa de reposo y oración del Obispo de la Diócesis de Linares.
Con el paso de los años el inmueble cambió su de cuartel militar, fortaleza, lazareto y cabaret, hasta convertirse en 1956 en un museo regional, bajo la administración del Instituto Nacional de Antropología e Historia (INAH), encargado de difundir y resguardar el patrimonio artístico, histórico y cultural de la región del estado de Nuevo León.

## Historia
Mientras que a inicios de los años 20s del siglo XX el Obispado fungía como un cabaret, el doctor Amado Fernández Muguerza, encabezaba la Junta Arqueófila, creada en 1907. Gracias a sus labores en el resguardo patrimonial del Estado, se dictaminó la valorización histórica del edificio ante el Ejecutivo del Estado, logrando así una Junta de Mejoras del Obispado en1920. Posteriormente, la junta proyectó la creación de un museo en este sitio que albergara diversos objetos históricos de la región; sin embargo, esto no se logró consumar, pues el doctor murió en 1940. Con este precedente, el 8 de diciembre de 1932 se declaró al Obispado como un Monumento Colonial de la Nación, y pasó a ser administrado federalmente por parte del INAH en 1938.  No fue hasta 1946 que se realizó la primera intervención de restauración. El 20 de septiembre de1956, celebrando el 360 aniversario de la fundación de la ciudad de Monterrey, se inauguró como el Museo Regional de Nuevo León.
Tras estar en función un par de décadas, en 1975 se constituyó la Sociedad de Amigos del Museo del Obispado, A.C., integrada por Raúl Rangel Frías, Manuel Flores González, Ramón Cárdenas Coronado y el historiador Israel Cavazos. Este es un organismo que coopera junto con el INAH para mejoras del edificio. En 1996, el patronato se reorganizó bajo la presidencia de José Calderón Ayala. Con las labores en conjunto, el inmueble fue intervenido de nuevo en 2007.

## El Museo
Consta con 10 salas de exhibición ordenadas de forma histórico-cronológica, que conforman un área de mil 500 metros cuadrados. Posee una colección permanente de mil 325 piezas, aunque solo se muestra una parte debido al poco espacio del edificio, por lo que algunas se resguardan y otras se prestan a otros museos de la ciudad. La colección consta de obras de arte coloniales y contemporáneas, así como objetos arqueológicos e históricos de diversa índole, como armaduras, armas, artículos de uso cotidiano y pinturas . Algunas de las más relevantes son una viga del derruido templo de San Francisco, el carruaje que Porfirio Díaz usó en su paso por Nuevo León, una pila bautismal de indios del siglo XIX, una pintura de Santo Domingo de Guzmán de estilo tequitqui, y la imprenta de Fray Servando Teresa de Mier del siglo.

### Salas de exhibición

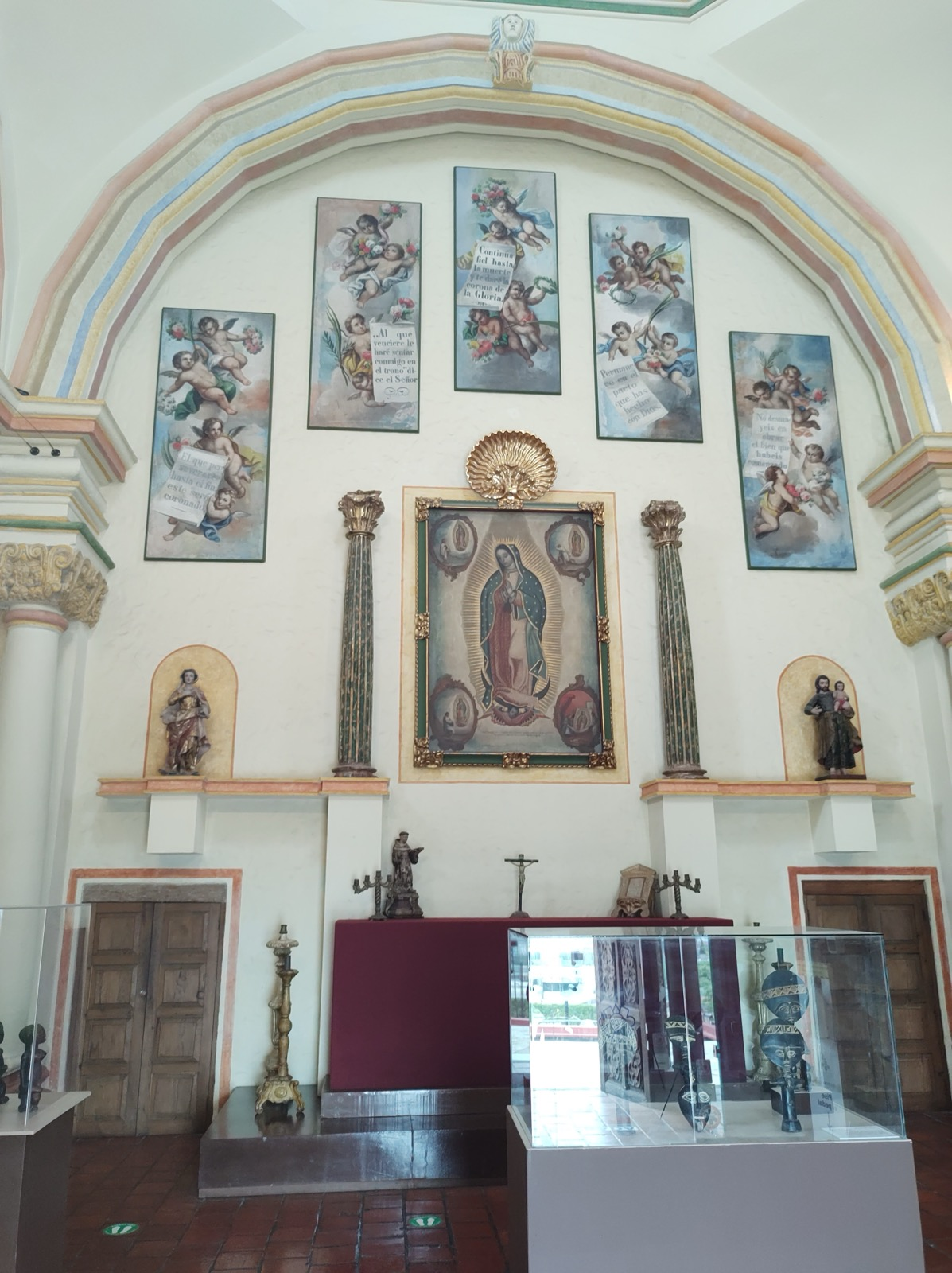
Vista de alzado interior de la sala El Oratorio.

#### El Oratorio
Es la sala en la que se recibe al visitante. Se exhibe un óleo de la Virgen de Guadalupe, pintado por Francisco Vallejo en 1783. En esta se pueden observar los detalles de la cúpula del recinto.  

#### Primeros Pobladores
Muestra de vestigios materiales y humanos de los indígenas que habitaron la región antes de la llegada de los españoles. 

#### Virreinato
Exhibe la llegada de los españoles a la región y el inicio de las actividades mineras, agrícolas y ganaderas del Nuevo Reino de León. Se destaca la espada que perteneció al gobernador Martín de Zavala. 

#### La Evangelización
Se exhiben objetos religiosos de las misiones franciscanas que trataron de llevar la religión católica a los diversos grupos indígenas que habitaban la región. 

#### La Independencia
En esta se encuentra un óleo de Fray Servando Teresa de Mier, además de la ya mencionada imprenta.

#### La defensa de la soberanía
Nuevo León fue partícipe de la invasión estadounidense y la intervención francesa. Algunos objetos bélicos partícipes de dichos conflictos se muestran, como un polvorín de la batalla de La Angostura y fusiles con bayoneta utilizados por el batallón de cazadores de Galeana en el fusilamiento de Maximiliano.

#### Nuestros caudillos
Algunos de los personajes más importantes de la región del siglo XIX se encuentran representados en esta sala. Así, se encontrarán óleos  de Santiago Vidaurri, Gerónimo Treviño y Francisco Naranjo. 

#### Porfiriato
Indumentaria y objetos que aluden a esta época en Nuevo León. Aquí se encuentra un carruaje descapotable que utilizó Porfirio Díaz en su visita a Monterrey. 

#### Desarrollo de la industria
Se muestran objetos que representan el desarrollo industrial y comercial de la región a inicios del siglo XX. Entre ellos, equipo industrial que utilizó la Cervecería Cuauhtémoc en sus inicios. 

#### La Diócesis
En esta sala se exhibe el óleo de fray Rafael José Verger, pintado por Juan de Alzibar en 1784; además, se presentan objetos personales que pertenecieron al Obispo y piezas de arte sacro.

## Otras funciones
Además de la exposición permanente, se han realizado exposiciones temporales de arte contemporáneo, presentaciones teatrales, conferencias y talleres, conciertos, presentaciones de libros, homenajes, etc.